# Lara (hond)
Lara was een teef van het ras bobtail, die meespeelde in verschillende afleveringen van Bassie en Adriaan.
Lara was een van de honden van programmamaker Aad van Toor, die de acrobaat Adriaan speelde in de serie. Ze was genoemd naar Julie Christies personage Lara Antipova in de film Doctor Zhivago (1965). Van Toors andere hond, de reu Joeri, dankte zijn naam aan het karakter Dr. Yuri Zhivago uit dezelfde film en kwam ook enkele keren voor in Bassie en Adriaan.
Het personage Lara verscheen voor het eerst in de aflevering Beter 1 koe in de hand uit de reeks Leren en lachen met Bassie en Adriaan, die in 1986 voor het eerst werd uitgezonden. In Het geheim van de schatkaart (1987) woonde ze op een boerderij in de buurt van de caravan van Bassie en Adriaan en speelde graag een partijtje voetbal met Bassie, die als enige kon verstaan wat de hond zei. Lara stond Bassie en Adriaan meermaals bij in de strijd tegen de Baron en zijn handlangers. Tevens kwam ze voor in De verdwenen kroon (1988).
Poppenspeler Danny Verbiest, die zijn medewerking heeft verleend aan verschillende Bassie en Adriaan-series, maakte kennis met Lara toen Bassie en Adriaan opnames kwamen maken in de achtertuin van Verbiest. Aad van Toor vertelt op zijn website dat Lara inspiratie vormde voor Danny's Samson pop. Danny Verbiest ontkende dit echter.
Lara is in 1992 overleden.